# Parigi-Camembert 1994
La Parigi-Camembert 1994, cinquantacinquesima edizione della corsa e valida come evento del circuito UCI categoria 1.4, si svolse il 5 aprile 1994, per un percorso totale di 200 km. Fu vinta dal francese Armand de Las Cuevas, al traguardo con il tempo di 6h12'40" alla media di 32,2 km/h.

## Ordine d'arrivo (Top 10)
| Pos. | Corridore             | Squadra          | Tempo    |
| ---- | --------------------- | ---------------- | -------- |
| 1    | Armand de Las Cuevas  | Castorama        | 6h12'40" |
| 2    | Charly Mottet         | Novemail         | s.t.     |
| 3    | Laurent Brochard      | Castorama        | a 46"    |
| 4    | Christophe Leroscouet | Aubervilliers 93 | s.t.     |
| 5    | Erwin Thijs           | Collstrop        | s.t.     |
| 6    | Noel Szostek          | Collstrop        | s.t.     |
| 7    | Ronan Pensec          | Novemail         | s.t.     |
| 8    | Christophe Manin      | Chazal-MBK       | s.t.     |
| 9    | Gilles Delion         | Castorama        | s.t.     |
| 10   | Thomas Fleischer      | Collstrop        | s.t.     |